# Siegestor
El Siegestor (lit.: puerta del Triunfo) es un arco de triunfo de la ciudad de Múnich (Baviera), al sur de Alemania. Está coronado por la estatua de Bavaria, similar al Arco de Constantino en Roma, el Marble Arch de Londres o la Puerta de Brandeburgo de Berlín.

## Descripción
El monumento se encuentra entre la Universidad y la Ohmstraße, al final de la Ludwigstrasse y empieza en la Leopoldstraße y limita los barrios de Maxvorstadt y Schwabing.
Fue encargado por el rey Luis I de Baviera, diseñado por Friedrich von Gärtner y Eduard Mezger en 1852. El Siegestor tiene 21 metros de alto, 24 metros de largo y 12 metros de ancho.
Fue reconstruido después de que fuera dañado durante la Segunda Guerra Mundial.
En 1954 fue declarado en una moción acelerada monumento patrimonial tras la decisión de las autoridades locales de derribarlo ese mismo año por ser considerado por muchos símbolo del fascismo. Debido a esta protección, no solamente no fue derribado, sino que años más tarde sería restaurado, incluida la cuadriga que corona el ático.

## Galería de imágenes

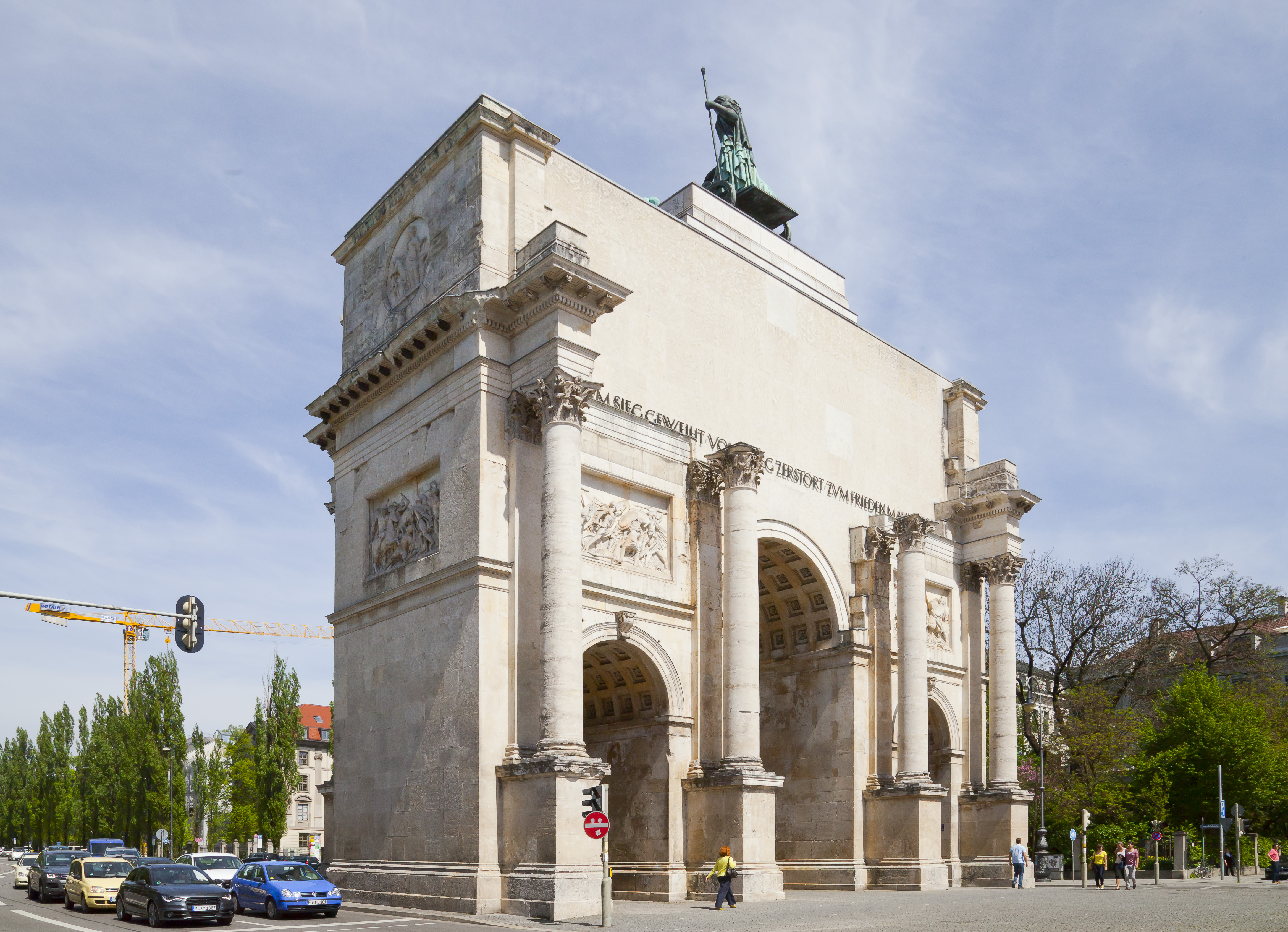
Vista general.
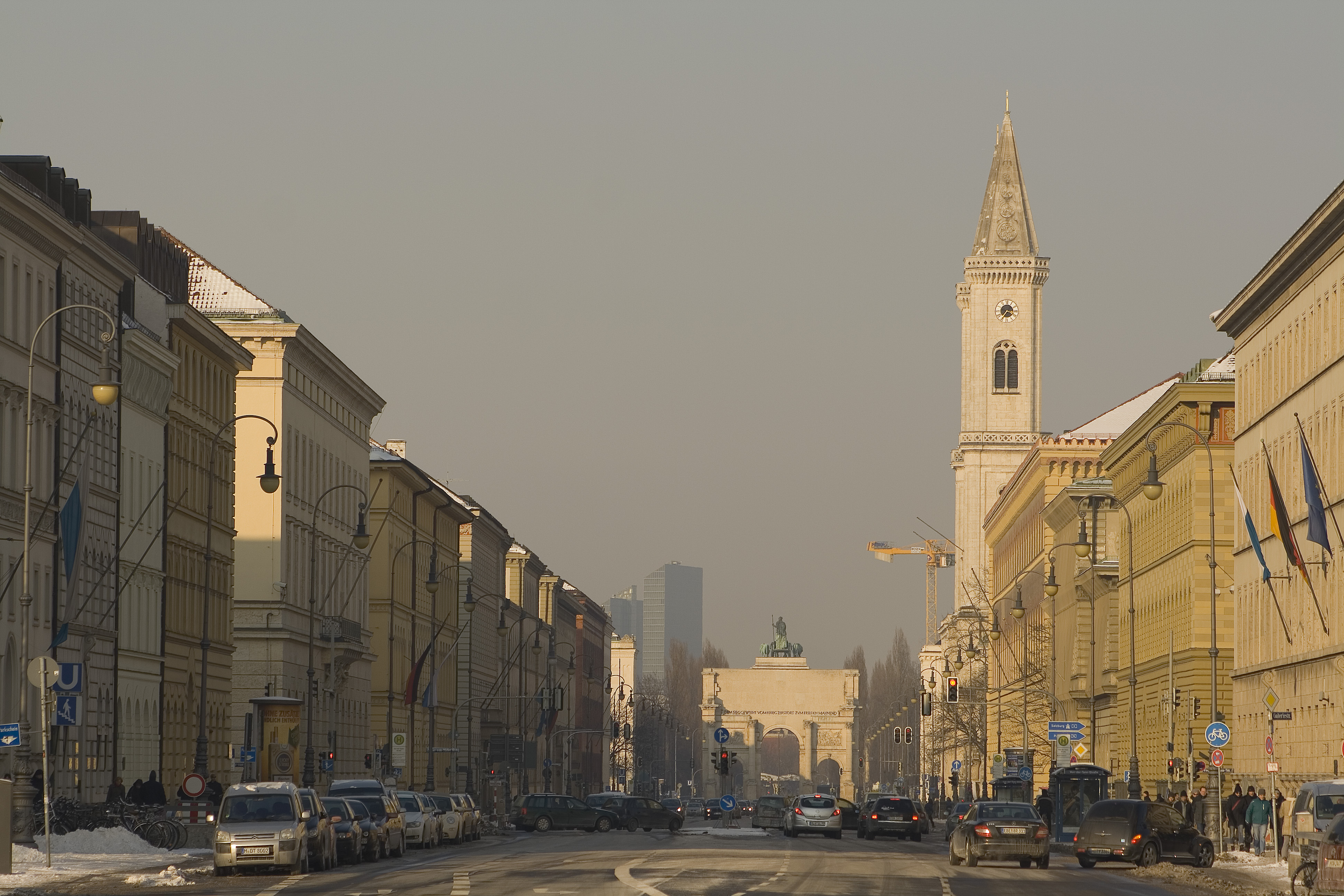
Siegestor en Schwabing.
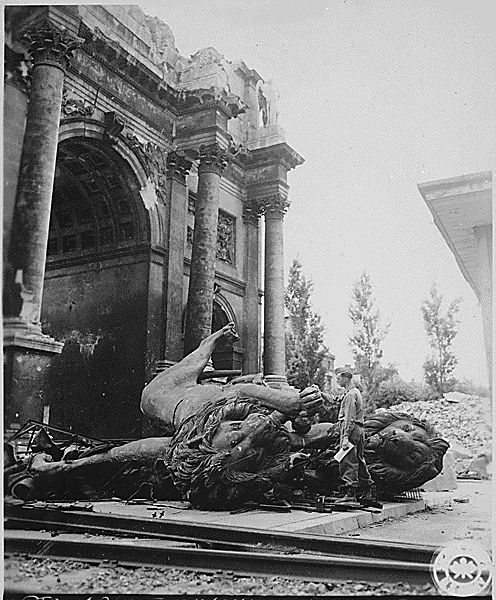
En 1945.
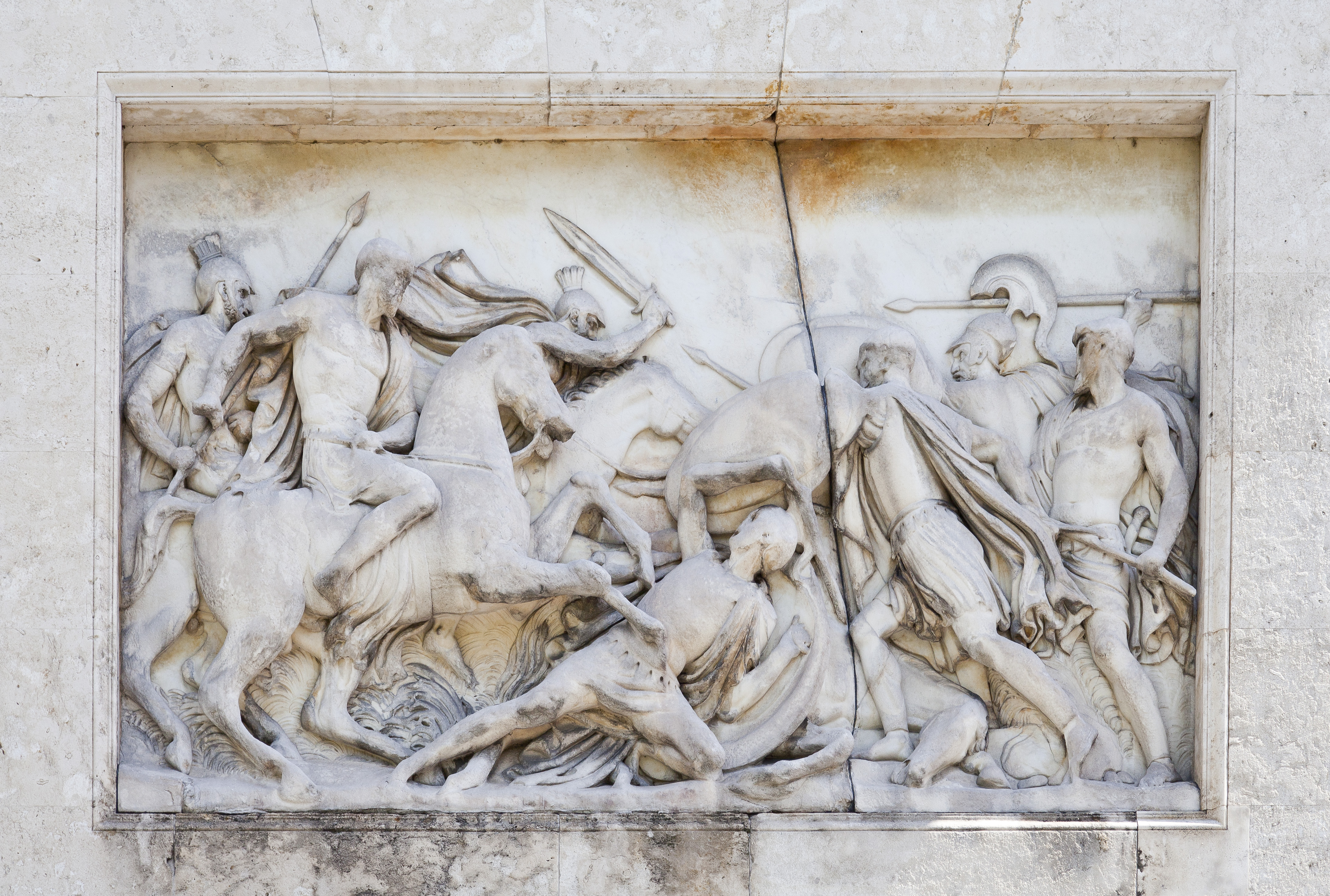
Detalle del relieve bajo.